# Villaines-les-Rochers
 Villaines-les-Rochers  es una población y comuna francesa, situada en la región de  Centro, departamento de Indre y Loira, en el distrito de Chinon y cantón de Azay-le-Rideau.

## Demografía
| 856 | 836 | 808 | 932 | 930 | 918 |
| Para los censos de 1962 a 1999 la población legal corresponde a la población sin duplicidades (Fuente: INSEE [Consultar]) |     |     |     |     |     |